# Candasnos
Candasnos è un comune spagnolo di 568 abitanti situato nella comunità autonoma dell'Aragona.